# أولاد رحو (أولاد بوغادي الغربية)
أولاد رحو هو دُوَّار يقع بجماعة أولاد بوغادي، إقليم خريبكة، جهة بني ملال خنيفرة في المملكة المغربية. ينتمي الدوّار لمشيخة أولاد بوغادي الغربية التي تضم دوارين. يقدر عدد سكانه بـ 570 نسمة حسب الإحصاء الرسمي للسكان والسكنى لسنة 2004.

## روابط خارجية
- البوابة الوطنية للجماعات الترابية
- المندوبية السامية للتخطيط